# Christian Rätsch
Cristian Rätsch (Amburgo, 20 aprile 1957 – 17 settembre 2022) è stato un antropologo e scrittore tedesco.
La sua area di competenza è stata la ricerca sugli usi etnomedici e rituali di piante e funghi, in particolare l'uso delle piante psicoattive e dei funghi nello sciamanesimo.
Rätsch ha lavorato come professore di antropologia all'Università di Brema e consulente di diversi musei tedeschi. In seguito si è concentrato sulla scrittura di opere antropologiche.

## Biografia
Rätsch ha studiato culture e lingue mesoamericane e Antropologia presso l'Università di Amburgo. Ha vissuto tre anni tra gli indiani Lacandón in Chiapas, in Messico e successivamente ha ricevuto una borsa di studio dal Servizio Tedesco per lo scambio accademico (DAAD) per realizzare la sua tesi di dottorato sugli incantesimi curativi e gli incantamenti dei Lacandone-Maya all'Università di Amburgo, in Germania.
Dopo la laurea ha condotto ricerche su piante medicinali, piante magiche e sciamanesimo in Thailandia, Bali, alle Seychelles e uno studio di 18 anni sullo sciamanesimo in Nepal con spedizioni in Corea e nell'Amazzonia peruviana e colombiana.
Rätsch è morto all'età di 65 anni a causa di un'ulcera gastrica.

## The Encyclopedia of Psychoactive Plants
L'opera Enzyklopädie der psychoaktiven Pflanzen (The Encyclopedia of Psychoactive Plants) di Rätsch, pubblicata per la prima volta nel 1998 e tradotta in diverse lingue, è considerata il capolavoro nel campo delle sostanze psicoattive, in quanto descrive la storia, la botanica, la coltivazione, la distribuzione, la preparazione, il dosaggio, l'uso rituale e medicinale di oltre 400 piante psicoattive. In una sezione a parte, l'autore ha approfondito anche dei funghi psicoattivi. Per realizzarla Rätsch stesso ha testato gli effetti di molte delle piante esposte nell'opera.
While working on the manuscript of this book, I realized that it would be my first "life work". The results of twenty years of research and experience are compiled in this work. I have collected information all over the world, assembled a large and specialized library, attended countless meetings and symposia, photographed my way thought the plant world, and experimented with as many psychoative plants as I could. The knowledge i have gaiden has now been distilled and organized into this encyclopedia.»
Mentre lavoravo al manoscritto di questo libro, mi sono reso conto che sarebbe stata la mia prima "opera della vita". I risultati di vent'anni di ricerca ed esperienza sono raccolti in questo lavoro. Ho raccolto informazioni in tutto il mondo, creato una grande biblioteca specializzata, partecipato a innumerevoli incontri e simposi, fotografato il mondo vegetale e sperimentato quante più piante psicoattive potevo. La conoscenza che ho acquisito adesso è scritta e organizzata in questa enciclopedia.»
(Christian Rätsch. Prefazione di The Encyclopedia of Psychoactive Plants: Ethnopharmacology and Its Applications [2005])
Nel 2018 è giunta alla 14ª edizione.

## Vita privata
Rätsch ha vissuto ad Amburgo come autore freelance, etnofarmacologo e oratore in una comunità privata con la moglie Claudia Müller-Ebeling, antropologa e storica dell'arte, con la quale ha realizzato diverse opere.
Ha avuto una lunga amicizia con il chimico Albert Hofmann, lo scopritore dell'LSD, e l'artista svizzero Hans Ruedi Giger.

## Pensiero sulle sostanze stupefacenti
Rätsch chiedeva la legalizzazione delle droghe leggere, compresa la cannabis che definiva la “pianta medicinale più studiata nella storia umana” (“best erforschte Heilpflanze der Menschheitsgeschichte”).
Rätsch criticava il termine "droga" preferendo in generale l’espressione "sostanza psicoattiva". Inoltre criticava la divisione in droghe "legali" e "illegali" perché arbitraria e comporta la criminalizzazione di consumatori e tossicodipendenti.
Sulla base della sua esperienza nella ricerca sulle sostanze psicoattive, considerava l'alcol la droga più pericolosa.
Rätsch riteneva che la cultura occidentale promuovesse la dipendenza, mentre tra le popolazioni indigene l’uso delle sostanze psicoattive fosse rituale e regolamentato.

## Opere

### Opere tradotte
- (con Albert Hoffmann e Richard Evans Schultes) Piante degli dei. I loro poteri sacri, guaritori e allucinogeni (2021); trad. di Maria Stella Cingolo. A cura di Francesco Casagrande e di Luisa Orlandini. Venexia. ISBN 978-8899863579
- (con Claudia Müller-Ebeling) The Encyclopedia of Aphrodisiacs: Psychoactive Substances for Use in Sexual Practices (2013); trad. di Aida Sepic Williams. ISBN 978-1594771699
- (con Claudia Müller-Ebeling) Pagan Christmas: The Plants, Spirits, and Rituals at the Origins of Yuletide (2006); trad. di Katja Lueders e Rafael Lorenzo. Inner Traditions. ISBN 978-1594770920
- The Encyclopedia of Psychoactive Plants: Ethnopharmacology and Its Applications (2005); trad. di John R. Baker. Park Street Pr. ISBN 978-0892819782
- (con Claudia Müller-Ebeling e Wolf-Dieter Storl) Witchcraft Medicine: Healing Arts, Shamanic Practices, and Forbidden Plants (2003); trad. di Annabel Lee. Inner Traditions. ISBN 9780892819713
- (con Claudia Müller-Ebeling e Surendra Bahadur Shahi) Shamanism and Tantra in the Himalayas (2002); trad. di Annabel Lee. Inner Traditions. ISBN 978-0892819133
- Marijuana Medicine: A World Tour of the Healing and Visionary Powers of Cannabis (2001); trad. di John Baker. Healing Arts Press. ISBN 978-0892819331
- The Dictionary of Sacred and Magical Plants (1992); trad di. John Baker. Abc-Clio Inc. ISBN 978-0874367164

### Opere in lingua originale
- Ein Kosmos im Regenwald. Mythen und Visionen der Lakandonen-Indianer (Diederichs, 1984, scritto con K’ayum Ma’ax) ISBN 342400748X
- Indianische Heilkräuter: Tradition und Anwendung. Ein Pflanzenlexikon (E. Diederichs Verlag, 1987) ISBN 3-424-00921-0
- Räucherstoffe: Der Atem der Drachen. 72 Pflanzenporträts. Ethnobotanik, Rituale und praktische Anwendungen (AT Verlag, 1996) ISBN 978-3-03800-302-1
- Enzyklopädie der psychoaktiven Pflanzen: Botanik, Ethnopharmakologie und Anwendung (AT Verlag, 1998) ISBN 978-3-03800-352-6
- Enzyklopädie der psychoaktiven Pflanzen - Band 2, (AT Verlag, 2022, scritto con Markus Berger) ISBN 978-3-03902-084-3
- Bier: Jenseits von Hopfen und Malz. Von den Zaubertränken der Götter zu den psychedelischen Bieren der Zukunft (Orbis, 2002) ISBN 3572013437
- Lexikon der Liebesmittel: Pflanzliche, mineralische, tierische und synthetische Aphrodisiaka. (AT Verlag, 2003, scritto con Claudia Müller-Ebeling) ISBN 3-85502-772-2
- Der heilige Hain: Germanische Zauberpflanzen, heilige Bäume und schamanische Rituale (AT Verlag, 2005) ISBN 3-03800-204-6
- Ayahuasca: Rituale, Zaubertränke und visionäre Kunst aus Amazonien (AT Verlag, 2006, scritto con Arno Adelaars e Claudia Müller-Ebeling), ISBN 3-03800-270-4
- Walpurgisnacht: von fliegenden Hexen und ekstatischen Tänzen (AT Verlag, 2007) ISBN 978-3-03800-312-0
- Vom Forscher, der auszog, das Zaubern zu lernen: Meine Erlebnisse bei den Erben der Maya (Kosmos, 2008) ISBN 9783440112403
- Pilze und Menschen: Gebrauch, Wirkung und Bedeutung der Pilze in der Kultur (AT Verlag, 2010) ISBN 978-3-03800-542-1
- Abgründige Weihnachten. Die wahre Geschichte eines ganz und gar unheiligen Festes (2014) ISBN 9783570501658